# Klaus Zerta
Klaus Zerta (født 25. november 1946 i Gelsenkirchen) er en tysk tidligere roer og olympisk guldvinder.
Zerta var som styrmand med i den tyske toer med styrmand, der med Bernhard Knubel og Karl Renneberg som roere deltog i OL 1960 i Rom. Her vandt de først deres indledende heat i bedste tid af alle, hvorpå de gentog bedriften i finalen, mens Sovjetunionen var mere end et sekund efter på andenpladsen, og USA blev nummer tre. Zerta var blot 13 år og 283 dage gammel, da guldet blev vundet, og han var på det tidspunkt den yngste tyske OL-guldvinder. Han modtog sammen med Knubel og Renneberg den højeste tyske sportsudmærkelse, Silbernes Lorbeerblatt, for sin præstation.
Han fik senere en lederstilling i kemivirksomheden Degussa. Derudover var han tennistræner i en periode.

## OL-medaljer
- 1960:  Guld i toer med styrmand